# Services de renseignement en Algérie
Les services de renseignement en Algérie, mis en place à partir de 1958, effectuent du renseignement (collecte et traitement d'informations) au motif de la sécurité nationale ou publique, par différents moyens. 
Au fil des ans les services de renseignement sont réorganisés et reçoivent plusieurs dénominations : Ministère de l'Armement et des Liaisons générales (1960 à 1962), Sécurité militaire (1962 à 1990), Département du renseignement et de la sécurité (1990 à 2015) et enfin la Coordination des services de sécurité depuis 2016. 

## Historique

### Ministère de l'Armement et des Liaisons générales (1960 à 1962)
En septembre 1958, le Gouvernement provisoire de la République algérienne (GPRA) créée les premiers services de renseignement militaire algérien sous la dénomination de MLGC. Puis en 1960, les renseignements algériens sont connus sous l'appellation Ministère de l'Armement et des Liaisons générales (MALG). Abdelhafid Boussouf est alors le fondateur du dispositif. À l'époque, les services de renseignement comprennent 1 500 cadres et jouissent d’une grande autonomie qui perdure ultérieurement,.

### Sécurité militaire (1962 à 1990)

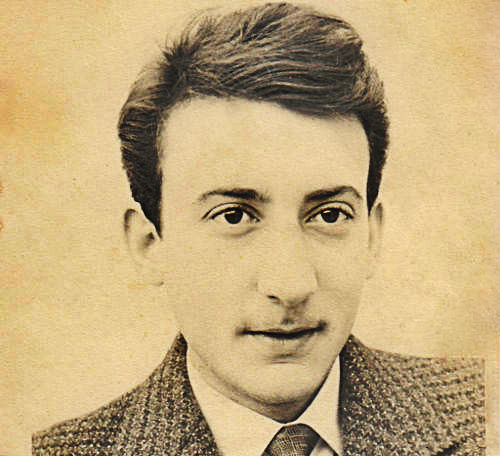
Kasdi Merbah, directeur de la SM de 1965 à 1978.

À l’indépendance, Abdelhafid Boussouf est écarté. Les services de renseignement, dirigés par Kasdi Merbah, deviennent la Sécurité militaire (SM) directement rattachée à la présidence de la République bien que structurellement dépendant du ministère de la Défense. Fidèle à Houari Boumédiène, président de 1965 à 1978, la SM profite de sa protection et conserve son autonomie. Pour Saphia Arezki, « la SM est une véritable police politique qui a plusieurs assassinats politiques à son actif, parmi lesquels deux des chefs historiques du Front de libération nationale (FLN) : Mohamed Khider, assassiné à Madrid en 1967, et Krim Belkacem, retrouvé étranglé dans une chambre d’hôtel à Francfort en 1970 ». À la mort d'Houari Boumédiène, Kasdi Merbah participe à la mise en place des nouveaux dirigeants du pays, mais il est finalement démis de ses fonctions. Le président Chadli Bendjedid désigne les nouveaux directeurs, la SM perd peu à peu son autonomie, elle est en définitive scindée en deux services.
Les émeutes d'octobre 1988 ne sont pas anticipées par la SM, qui est alors réorganisée. Il est créé le Département du renseignement et de la sécurité (DRS), le Général Toufik en prend la direction en 1990.

### Département du renseignement et de la sécurité (1990 à 2015)
Pendant 25 ans, le Département de renseignement et de sécurité (DRS) est un « État dans l'État » avec à sa tête le Général Toufik. À partir de 2013, des restructurations sont mises en place pour démanteler progressivement le DRS. Ainsi la Direction centrale de la sécurité de l'armée (DCSA), un service de sécurité rattaché initialement au DRS, est en 2013 placé sous l'autorité directe du ministère de la Défense nationale.
Abdelaziz Bouteflika signe un décret présidentiel le 27 octobre 2015 qui finalise le rattachement du Département du renseignement et de la sécurité à la présidence de la République, un retour à la situation avant 1990.

### Coordination des services de sécurité (2016-2019)
En 2016, le DRS est remplacé par la Coordination des services de sécurité (CSS), rattachée à la présidence de la République. Elle est composée de trois directions ; la sécurité intérieure, la sécurité extérieure et le renseignement technique. Ces trois entités sont dénommées : la Direction générale de la Sécurité intérieure (DGSI), la Direction générale de la Documentation et de la Sécurité extérieure (DGDSE) et la Direction générale du Renseignement technique (DGRT). Bachir Tartag, ancien adjoint du général Toufik, devient le directeur de coordination d’une partie des structures.
En avril 2019, la CSS est rattachée au ministère de la Défense nationale et non plus à la présidence de la République.  Cette évolution permet à l’état-major de l’Armée nationale populaire (ANP) de diriger les services de renseignement qui s’étaient émancipés de l’ANP, devenant un « pouvoir autonome et dominant ».
Entre décembre 2019, date de l'accession d'Abdelmadjid Tebboune à la présidence de la République et mai 2025, la Direction générale de la Sécurité intérieure (DGSI) connait une instabilité à sa tête avec la nomination de cinq directeurs en six ans. Le général Hassan est le dernier nommé le 24 mai 2025.

## Dirigeants

### Renseignements algériens
- Ministère de l'Armement et des Liaisons générales
  - Abdelhafid Boussouf (1960-1962)
- Sécurité militaire 
  - Kasdi Merbah (octobre 1962 - février 1979)
  - Noureddine Yazid Zerhouni (1979-1981)
  - Lakehal Ayat (1981-1987)
  - Mohamed Betchine (1987-1988)
  - Général Toufik (1988-1990)
- Département du renseignement et de la sécurité
  - Général Toufik (1990 - 2015)
- Coordination des services de sécurité
  - Bachir Tartag (janvier 2016 - avril 2019)[6],[7]

### Direction générale de la Documentation et de la Sécurité extérieure (DGDSE)
- Général Mohamed-Youcef Bouzit (septembre 2013 - mars 2019)[8],[9] ;
- Général-major Abdelhamid Bendaoud, dit Ali (mars 2019- avril 2019)[10] ;
- Colonel Kamel-Eddine Remili (février 2019 - 16 avril 2020)[8] ;
- Général Mohamed-Youcef Bouzit (16 avril 2020 - 20 janvier 2021)[8] ;
- Général-major Nour-Eddine Makri (20 janvier 2021 - 15 mai 2022)[11] ;
- Général-major Djamel Kehal Medjdoub (15 mai 2022 - 13 juillet 2022)[12],[13] ;
- Général-major Abdelghani Rachedi (20 juillet 2022 - septembre 2022)[14] ;
- Général-Major M’henna Djebbar (septembre 2022 - septembre 2024)[15].
- Général Rochdi Fethi Moussaoui (depuis septembre 2024)[16].

### Direction générale de la Sécurité intérieure (DGSI)
- Général-major Abdelhamid Bendaoud, dit Ali (septembre 2013 - juillet 2015)[17] ;
- Général Abdelkader (juillet 2015 - avril 2019) ;
- Général Wassini Bouazza (avril 2019 - avril 2020)[18] ;
- Général Abdelghani Rachedi (avril 2020 - 13 juillet 2022) ;
- Général-major Djamel Kehal Medjdoub (2022-2024)[19] ;
- Général Abdelkader Haddad (2024-2025) ;
- Abdelkader Aït Ouarabi, alias Général Hassan, depuis le 22 mai 2025[20].

### Direction centrale de la sécurité de l'armée (DCSA)
- Colonel Mohamed Betchine (1987-1988)
- Colonel Mohamed Mediène (1988-1990)
- Général Kamel Abderahmane (1990-1995)
- Général-major M’henna Djebbar (1995-2013)
- Général-major Mohamed Tirèche (2013-2018)[21].
- Général-major Othmane Belmiloud (2018-2018)
- Général Sid-Ali ould zemirli (2018-2019)
- Général Abdelwahab Babouri (2019)
- Général Boubekeur Nabil (2019)
- Général major Mohamed Kaidi (2019)
- Général-major Sid Ali Ould Zemirli (mars 2020 - 11 septembre 2022)
- Général Abdelaziz Nouiouet Chouiter (11 septembre 2022 11 mars 2023)[22]
- Général Mahrez Djeribi (depuis le 11 mars 2023, en intérim)[23],[24]